# Nachtschule

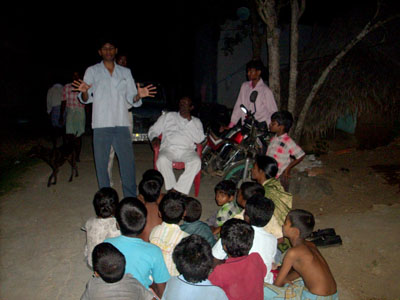
Nachtschule der APA Mission in Indien

Die Nachtschule ist ein Schultyp, bei dem der Unterricht nur nachts erfolgt. Dies geschieht oder geschah, da die Schüler tagsüber und oft noch bis spät abends arbeiten müssen.
Bekannt ist diese Form des Unterrichts aus den amerikanischen Südstaaten, wo Sklavenkinder nachts Lesen und Schreiben lernten, was eigentlich verboten war. Jedoch zeigte sich am Beispiel der US-amerikanischen Pädagogin Lily Ann Granderson, die selbst Sklavin war und eine solche Nachtschule betrieb, dass die Gesetze in den Südstaaten zwar Weißen und freigelassenen Sklaven verboten, Sklaven zu unterrichten, dass es jedoch Sklaven selbst nicht verboten war, zu unterrichten.
Aus ähnlichen Zeitgründen werden heute noch z. B. in Indien Nachtschulen betrieben, um den Kindern ein Mindestmaß an schulischer Grundbildung zukommen zu lassen.
Die Nachtschule unterscheidet sich insoweit von der Abendschule der Erwachsenenbildung, als sich dort Erwachsene nach dem beruflichen Feierabend insbesondere in den Abendstunden um Weiterqualifikation bemühen.